# Den Frie Udstilling

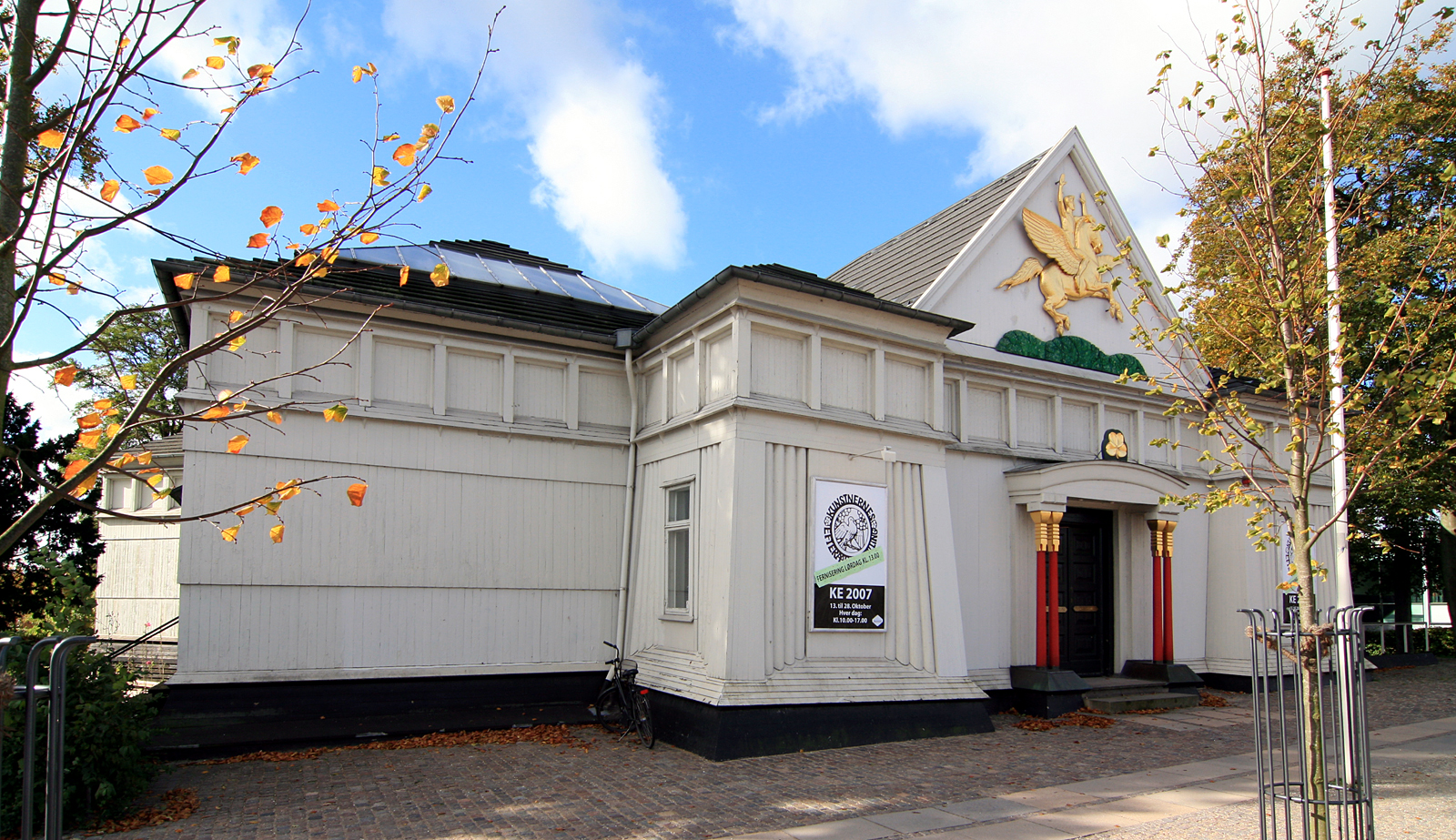
Den Frie Udstilling in Kopenhagen.

Den Frie Udstilling ('De vrije tentoonstelling') is een kunstenaarsvereniging die in 1891 werd opgericht en die zich naar analogie van de Salon des Refusés afzette tegen de toelatingsvoorwaarden van de Kunsthal Charlottenborg. De vereniging kent momenteel 53 leden en is eigenaar  van het Den Frie Udstillingsbygning ('De Vrije Tentoonstellingsgebouw'), waar het jaarlijks een tentoonstelling presenteert.

## Geschiedenis
De oprichting van de vereniging werd geïnitieerd door de kunstschilder Johan Rohde en kende verschillende stichtende leden: Jens Ferdinand Willumsen, Anne Marie Carl-Nielsen, Vilhelm Hammershøi, Johanne Cathrine Krebs het stel Harald en Agnes Slott-Møller, Christian Mourier-Petersen en Malthe Engelsted. De eerste tentoonstelling in 1891 presenteerde 100 werken van 18 kunstenaars, waaronder Peder Severin Krøyer, Julius Paulsen en Kristian Zahrtmann, die tot de grootste schilders van Denemarken van die periode behoorden. In 1893 ontwierp Thorvald Bindesbøll een houten paviljoen voor de vereniging op een perceel nabij het Stadhuisplein in het centrum van Kopenhagen. Dat jaar exposeerden internationale schilders zoals Paul Gauguin en Vincent van Gogh daar.
In 1898 verhuisde de Vrije Tentoonstelling naar Aborreparken waar een nieuw paviljoen geïnspireerd door Egyptische en Griekse tempels werd ontworpen door Willumsen die in 1905 een achthoekige uitbreiding toevoegde. De gevel werd versierd met een reliëf van Pegasus, een symbool van vrij geïnspireerde kunst ontleend aan de Griekse mythologie.

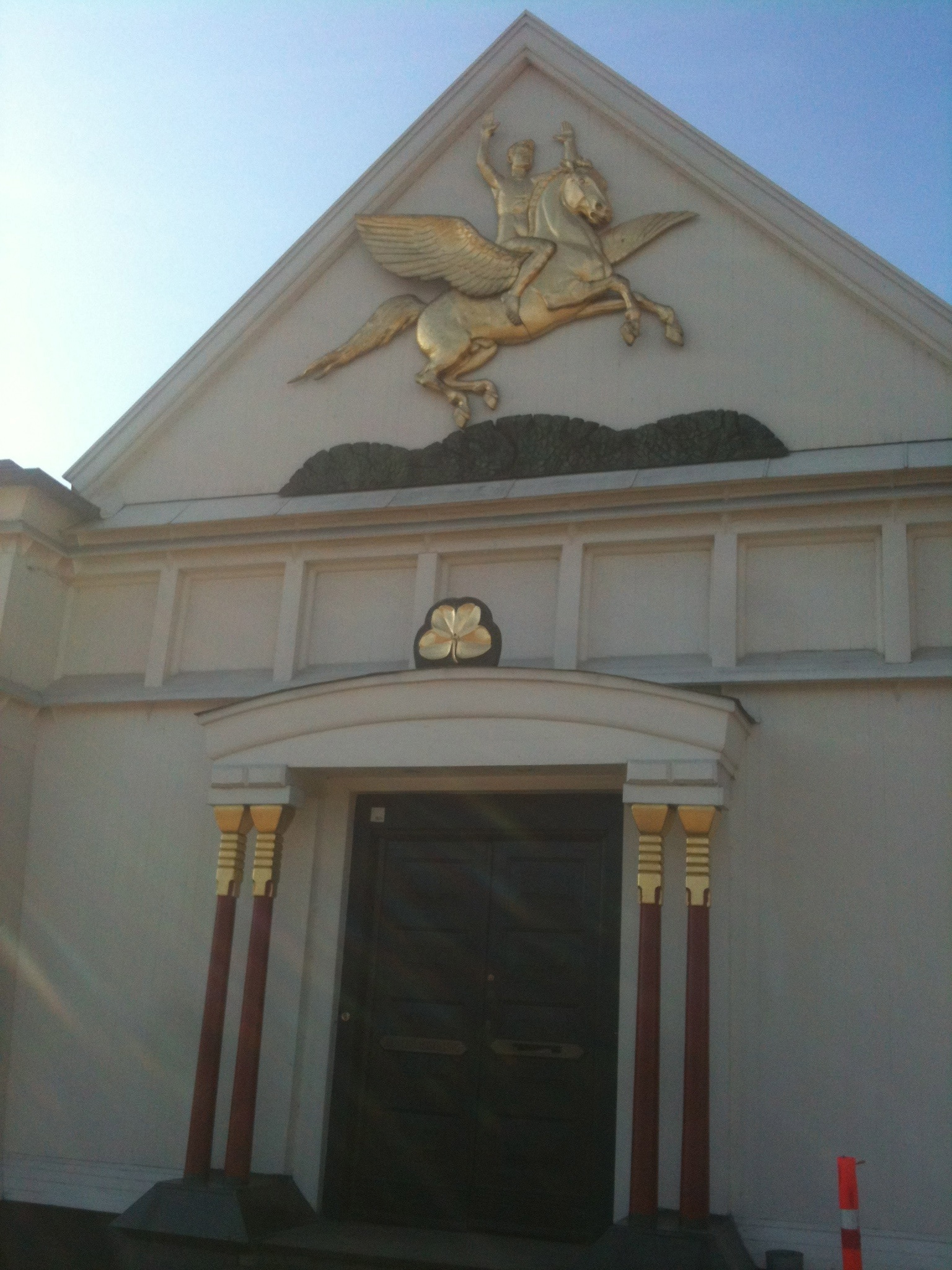
Den frie Udstillingsbygning hoofdingang.

In 1913 werd het gebouw verplaatst naar zijn huidige locatie op Oslo Plads, met behoud van delen van het werk van Willemsen en staat het bekend als het Den Frie Udstillingsbygning. In 1915 leidde onenigheid tussen de leden tot de oprichting van Grønningen, maar Den Frie Udstilling heeft niettemin zijn centrale plaats in de Deense kunst behouden. Sinds 1950 hebben beroemde namen in Den frie Udstillingsbygning geëxposeerd, waaronder: Ejler Bille, Wilhelm Freddie en Bjørn Nørgaard In 1986 werd Den Frie Udstillingsbygning een monumentaal pand. In de jaren 2012-2014 werd het gebouw grondig gerenoveerd.

## Bibliography
- Bente Lange (2011): Den Frie – Kunstnernes Hus, Copenhagen, Den Frie Udstillingsbygning. ISBN 9788799317837.